# Peter Juel-Jensen
Peter Juel-Jensen (født 18. maj 1966 i Rønne) er folkeskolelærer og medlem af Folketinget for Venstre på Bornholm valgt i Bornholms Storkreds siden 13. november 2007.

## Baggrund
Peter Juel-Jensen er søn af tidligere borgmester i Aakirkeby Birthe Juel-Jensen og tidligere direktør Jens Juel-Jensen. Han gik i skole på Søndermarksskolen og har været udvekslingsstudent i Kennewich, Washington 1983/84. Han aftjente sin værnepligt i Livgarden i 1987, er uddannet sergent i 1988 og reserveofficer i 1989. Han blev premierløjtnant i 1996. Folkeskolelæreruddannelsen tog han på Hjørring Seminarium 1996-2000. Siden 2000 har han været ansat på Aavangsskolen i Rønne og på Østermarie Skole, hvor han senest var viceskoleinspektør. 
Han er skilt fra Lena Buus Larsen (født 1973), med hvem han har to sønner og en datter.

## Politisk karriere
Hans politiske karriere begyndte i Aakirkeby Kommune, hvor han blev medlem af kommunalbestyrelsen i 2001. Samme år blev han medlem af Bornholms Amtsråd. I 2002 blev han medlem af Bornholms Regionsråd (senere kommunalbestyrelse), hvor han sad i teknik- og miljøudvalget og erhvervs- og arbejdsmarkedsudvalget. Han udtrådte af kommunalbestyrelsen 29. november 2007.